# Militärbefehlshaber
Militärbefehlshaber (officieel afgekort MilBfh.) (Nederlands: militaire bevelhebber) was een hoge functie in de Wehrmacht in de bezette gebieden tijdens de Tweede Wereldoorlog. Deze functie werd normaal gesproken door een generaal van het Heer- of Luftwaffe bekleed.

## Taak
De militaire bevelhebber was als chef van het militair bestuur de hoogste vertegenwoordiger van de bezettende mogendheid in de bezette land. Hij oefende controle uit over het bezette land als een de facto militaire gouverneur. Hiervoor had hij zijn eigen staf. Afhankelijk van de grootte van het bezette gebied werd het verdeeld in militaire administratieve districten, Oberfeldkommandaturen en Feldkommandaturen.
De militaire bevelhebbers werd door de Oberkommando des Heeres (OBdH) benoemd, en oefenden namens het OBdH de uitvoerende macht uit. In de dagelijks gang van zaken kreeg de militaire bevelhebber zijn instructies van de generaalkwartiermeester (Generalquartiermeister) van het Heer.

## Afgrenzing van andere functies in de bezette land
De gestationeerde inzetbare gevechtseenheden in de bezette gebied van de Wehrmacht waren niet ondergeschikt gesteld aan de militaire bevelhebber. Maar ondergeschikt gesteld aan de opperbevelhebber (Oberbefehlshaber (OB)) van het gebied, die rapporteerde rechtstreeks aan het Oberkommando der Wehrmacht (OKW), of aan het Oostfront, aan het Oberkommando des Heeres (OKH). De enige uitzondering op deze scheiding was het gebied Südost (ruwweg het grondgebied van Joegoslavië), waar de functies van militair bevelhebber en opperbevelhebber waren gecombineerd in de Wehrmachtbefehlshaber Südost.
In de landen en gebieden onder het civiele bestuur (Noorwegen, Nederland, Denemarken, Kanaaleilanden) was er geen militaire bevelhebber. Daar oefende een Wehrmachtbefehlshaber (WBF) de militaire soevereiniteit uit, maar was niet verantwoordelijk voor het bestuur.

## Bevelsgebied van de militaire bevelhebber

### België en Noord-Frankrijk
Op 20 mei 1940 werd het commando militair bevelhebber België opgericht. Vanaf 28 mei 1940 werd het hernoemd en uitgebreid in militair bevelhebber België en Noord-Frankrijk. Het bevelsgebied bestond uit het grondgebieden van het bezette België, samen met de twee Franse departementen Pas-de-Calais en Noord. Het hoofdkwartier was gestationeerd in Brussel.
| Nr. | Afbeelding | Militärbefehlshaber Belgien/Nordfrankreich                    | Aangetreden  | Einde termijn     | Duur termijn | Referentie                    |
| --- | ---------- | ------------------------------------------------------------- | ------------ | ----------------- | ------------ | ----------------------------- |
| 1   |            | General der Infanterie Alexander von Falkenhausen (1878-1966) | 22 mei 1940  | 15 juli 1944      |              | [ 1 ] [ 2 ] [ 3 ] [ 4 ] [ 5 ] |
| 2   |            | General der Infanterie Martin Grase (1891-1963)               | 18 juli 1944 | 16 september 1944 |              | [ 6 ] [ 7 ] [ 8 ] [ 5 ]       |

### Frankrijk
Op 16 mei 1940 werd het commando militair bevelhebber Frankrijk (MBF) in Parijs opgericht. Eind juni 1940 bekleedde de chef van de militaire bestuur (General der Infanterie Alfred Streccius) de functie van hoofd van het bestuur. Het bevelsgebied besloeg het bezette Frankrijk, met uitzondering van de twee departementen Pas-de-Calais en Noord, die waren toegewezen aan de militaire bevelhebber van België en Noord-Frankrijk. Het hoofdkwartier van de militaire bevelhebber en zijn centrale afdelingen bevond zich in het Hotel Majestic aan de Avenue Kléber. De verslagen van de situatie van de MBF staan online.
| Nr. | Afbeelding          | Militärbefehlshaber Frankreich                                  | Aangetreden      | Einde termijn    | Duur termijn | Referentie                                       |
| --- | ------------------- | --------------------------------------------------------------- | ---------------- | ---------------- | ------------ | ------------------------------------------------ |
| 1   | Stülpnagel (rechts) | General der Infanterie Otto von Stülpnagel (1878-1948)          | 25 oktober 1940  | 13 februari 1942 |              | [ 10 ] [ 11 ] [ 12 ] [ 13 ]                      |
| 2   |                     | General der Infanterie Carl-Heinrich von Stülpnagel (1886-1944) | 14 februari 1942 | 21 juli 1944     |              | [ 14 ] [ 15 ] [ 16 ] [ 17 ] [ 18 ] [ 12 ] [ 13 ] |
| 3   |                     | General der Flieger Karl Kitzinger (1886-1962)                  | 22 juli 1944     | 4 oktober 1944   |              | [ 19 ] [ 20 ] [ 21 ] [ 13 ]                      |

### Griekenland
De bevelhebber Zuid-Griekenland werd vanaf 25 augustus 1943 hernoemd in militair bevelhebber Griekenland. In augustus 1944 omvatte het bevelsgebied van het stafcommando, de commandant van de vesting Kreta, en de commandant van de Oost-Egeïsche Zee. Op 15 oktober 1944 werd de functie opgeheven.
| Nr. | Afbeelding       | Militärbefehlshaber Griechenland                | Aangetreden      | Einde termijn    | Duur termijn | Referentie    |
| --- | ---------------- | ----------------------------------------------- | ---------------- | ---------------- | ------------ | ------------- |
| 1   |                  | General der Flieger Hellmuth Felmy (1885-1965)  | 21 juni 1941     | 8 september 1942 |              | [ 22 ] [ 23 ] |
| 2   | Speidel (midden) | General der Flieger Wilhelm Speidel (1895-1970) | 8 september 1942 | 27 april 1944    |              | [ 24 ] [ 25 ] |
| 3   |                  | Generalleutnant Heinz Scheurlen (1895-1971)     | Juni 1944        | September 1944   |              | [ 26 ] [ 27 ] |

### Servië
In 1941 werd de militaire bevelhebber van Servië opgericht. Met de OKH-order: 48, 48a en 48b van juli 1943 (“Herstructurering voor de commandovoering en verdediging van het zuidoostelijk gebied”): werd het commando gewijzigd in militair bevelhebber zuidoost. Op 26 september 1944 werd de staf voor de oprichting van de Leger detachement Servië ingezet.
| Nr. | Afbeelding | Militärbefehlshaber Serbien                                | Aangetreden       | Einde termijn     | Duur termijn | Referentie                  |
| --- | ---------- | ---------------------------------------------------------- | ----------------- | ----------------- | ------------ | --------------------------- |
| 1   |            | General der Flieger Helmuth Förster (1889-1965)            | 19 april 1941     | 31 mei 1941       |              | [ 28 ] [ 29 ] [ 30 ]        |
| 2   |            | General der Flakartillerie Ludwig von Schröder (1884-1941) | 31 mei 1941       | 28 juli 1941      |              | [ 31 ] [ 32 ]               |
| 3   |            | General der Flieger Heinrich Danckelmann (1887-1947)       | 29 juli 1941      | 20 oktober 1941   |              | [ 33 ] [ 34 ] [ 35 ]        |
| 4   |            | General der Infanterie Franz Böhme (1885-1947)             | 16 september 1941 | 2 december 1941   |              | [ 36 ] [ 37 ] [ 38 ] [ 39 ] |
| 5   |            | General der Artillerie Paul Bader (1883-1971)              | 11 december 1941  | 25 augustus 1943  |              | [ 40 ] [ 41 ] [ 42 ]        |
| 6   |            | General der Infanterie Hans-Gustav Felber (1889-1962)      | 15 augustus 1943  | 26 september 1944 |              | [ 43 ] [ 44 ] [ 45 ]        |